# Jos Verlackt
Jos Verlackt is een personage uit de Vlaamse soapserie Wittekerke dat werd gespeeld door Daan Hugaert. Hij speelde deze rol in het eerste seizoen in 1993.

## Personage
Jos is een vulgaire trucker. Hij komt na een lange tijd weer aan in Wittekerke. Hij trekt meteen terug in bij zijn vriendin Annie De Cleyn. Hierdoor krijgt ze ruzie met haar dochter Patsy. Jos heeft Patsy vroeger ook proberen aan te randen, al ziet Annie enkel de goede kanten van Jos. Bij zijn terugkeer gelooft ze dat hij veranderd is. Jos laat al snel zijn oog vallen op de jonge advocate Christel Steveniers, maar als hij langs gaat bij haar laat ze hem niet binnen. Hierop bespioneert hij haar en gluurt ’s avonds binnen als ze zich uitkleedt. Hij dringt zelfs een keer haar huis binnen. Op een avond keert hij weer terug en verbergt zich binnen. Wanneer ze gaat slapen, gaat hij naar haar kamer en verkracht en vermoord haar. Hij heeft zich echter goed voorbereid. Voor zijn werk als vrachtwagenchauffeur heeft hij geregeld dat hij moest laden in Antwerpen en hij overnachtte zogezegd in een motel, zodat hij een alibi had. Politiecommissaris Georges Coppens verdenkt Jos van meet af aan, zelfs nadat zijn alibi bevestigd wordt door de bazin van het motel. Georges zegt dat Jos gemakkelijk van Antwerpen naar Wittekerke kon komen ’s nachts en gaat naar het motel, waarop de bazin zegt dat Jos die nacht bij haar doorgebracht heeft. Ze zegt dit echter om Jos te beschermen, waar ze een affaire mee heeft. Ondanks dit alles blijft Jos verdachte nummer een voor Georges en hij lokt hem steeds vaker uit zijn tent. Na een caféruzie moet hij zelfs een nacht in de cel doorbrengen.
Jos begluurt Patsy ook vaker met haar verloofde Chris Deleu als ze aan het kussen zijn. Patsy hoort hem soms in de gang en beschuldigt hem van luistervinken.
Op een keer neemt hij een liftster mee in zijn vrachtwagen en probeert haar te versieren. Zij wil uitstappen maar dat laat Jos niet toe. Als hij bruusk moet remmen voor een tegenligger grijpt het meisje haar kans en springt uit de vrachtwagen. Later gaat ze naar de politie en na een beschrijving confronteert Georges Jos meteen. Hij geeft toe dat hij het meisje mee nam, maar zegt geen slechte voornemens gehad te hebben. Georges belt de baas van Jos over het voorval waardoor Jos zijn werk kwijt geraakt.
Na het verlovingsfeest van Chris en Patsy verkracht Jos Patsy. Zij kan zich de dag erna niets meer herinneren en zoekt haar toevlucht bij Wielemans. Uit angst dat ze zich iets kan herinneren gaat Jos naar de loods van Wielemans om ook Patsy uit de weg te ruimen. Echter wordt hij betrapt door Wielemans, die hij uit zijn rolstoel gooit en met een knuppel wil slaan. Agent Geert komt echter tussenbeide en rekent Jos in. Ze moeten hem later laten gaan. Nellie De Donder brengt Patsy onder hypnose waarin ze Jos herkent als haar aanrander. Hoewel Annie erbij zat blijft zij in de onschuld van Jos geloven, al duurt dat niet lang. Jos zegt dat hij voor zijn werk naar Denemarken moet, maar als Annie een vliegtuigticket naar Spanje in zijn tas vindt weet ze genoeg. Jos valt haar ook aan op de keukentafel en Annie kan nog net een mes grijpen waarmee ze Jos neersteekt, hij bezwijkt aan zijn steekwonde. Hoewel het zelfverdediging was vliegt Annie de gevangenis in.

## Vertrek
Nadat Annie te weten is gekomen dat Jos haar dochter heeft verkracht, steekt ze hem neer. Jos is dodelijk getroffen.